# Bankcertifikat
Bankcertifikat är ett instrument som banker använder för upplåning. Banken utfärdar ett certifikat av diskonteringstyp med en löptid som maximalt är ett år. Minsta nominella belopp för ett enskilt certifikat är en miljon kronor. Banken arrangerar ett certifikatprogram och kan genom att sälja och köpa tillbaka utestående certifikat hantera sitt finansieringsbehov. Det finns även en andrahandsmarknad för bankcertifikat.